# Municipio de Rockford (condado de Carroll)
El municipio de Rockford (en inglés: Rockford Township) es un municipio ubicado en el condado de Carroll en el estado estadounidense de Misuri. En el año 2010 tenía una población de 98 habitantes y una densidad poblacional de 2,42 personas por km².

## Geografía
El municipio de Rockford se encuentra ubicado en las coordenadas 39°28′35″N 93°16′46″O / 39.47639, -93.27944. Según la Oficina del Censo de los Estados Unidos, el municipio tiene una superficie total de 40.52 km², de la cual 39,68 km² corresponden a tierra firme y (2,07 %) 0,84 km² es agua.

## Demografía
Según el censo de 2010, había 98 personas residiendo en el municipio de Rockford. La densidad de población era de 2,42 hab./km². De los 98 habitantes, el municipio de Rockford estaba compuesto por el 100 % blancos. Del total de la población el 0 % eran hispanos o latinos de cualquier raza.